# Mehmet Kaymakçı
Mehmet Kaymakçı (* 10. Oktober 1956 in Haymana; † 24. Juli 1985 in Hamburg) war ein in Hamburg lebender Türke, der von rechtsextremen Skinheads aus rassistischen Motiven getötet wurde. Seine Tötung stand, zusammen mit dem Fall des 26-jährigen Türken Ramazan Avcı, der wenige Monate später ebenfalls von rechtsextremen Skinheads in Hamburg-Eilbek ermordet wurde, am Anfang einer Reihe ähnlicher Taten.

## Tathergang und Verurteilung der Täter
Mehmet Kaymakçı besuchte am 24. Juli 1985 die Eckkneipe „Bei Ronnie“ in Hamburg-Langenhorn, wo er auf drei Neonazis traf. Laut Polizeibericht stritten sie sich mit Kaymakçı über Einwanderungspolitik, wobei sie ihn rassistisch beleidigten. Als Kaymakçı die Kneipe verließ, um nach Hause zu gehen, folgten ihm die Angreifer, verprügelten Kaymakçı an der Straße Hohe Liedt und schleiften den Mann in ein Gebüsch am Rand des Kiwittsmoorparks. Dort erschlugen sie den bewusstlosen Kaymakçı mit einem 94 Kilo schweren Betonklotz und zertrümmerten ihm den Schädel, nachdem sie zuvor versucht hatten, ihn zu erwürgen.
Die drei Täter, Frank-Uwe P., Mario B. und Bernd M., die zur Tatzeit 19 bzw. 20 Jahre alt waren, wurden kurze Zeit später verhaftet. Im darauffolgenden Jahr wurden die drei Männer wegen Körperverletzung mit Todesfolge und Mordversuchs angeklagt und vom Hamburger Landgericht zu acht bzw. sieben Jahren Haft nach Jugendstrafrecht verurteilt. „Wir wollten den Türken fertigmachen“, gab einer der gefassten Angreifer später zu Protokoll. Die rechtsradikale Gesinnung der Täter und die Verbindung der Angeklagten zu Neonazigruppen ignorierte das Gericht beim Urteil.

## Gedenken

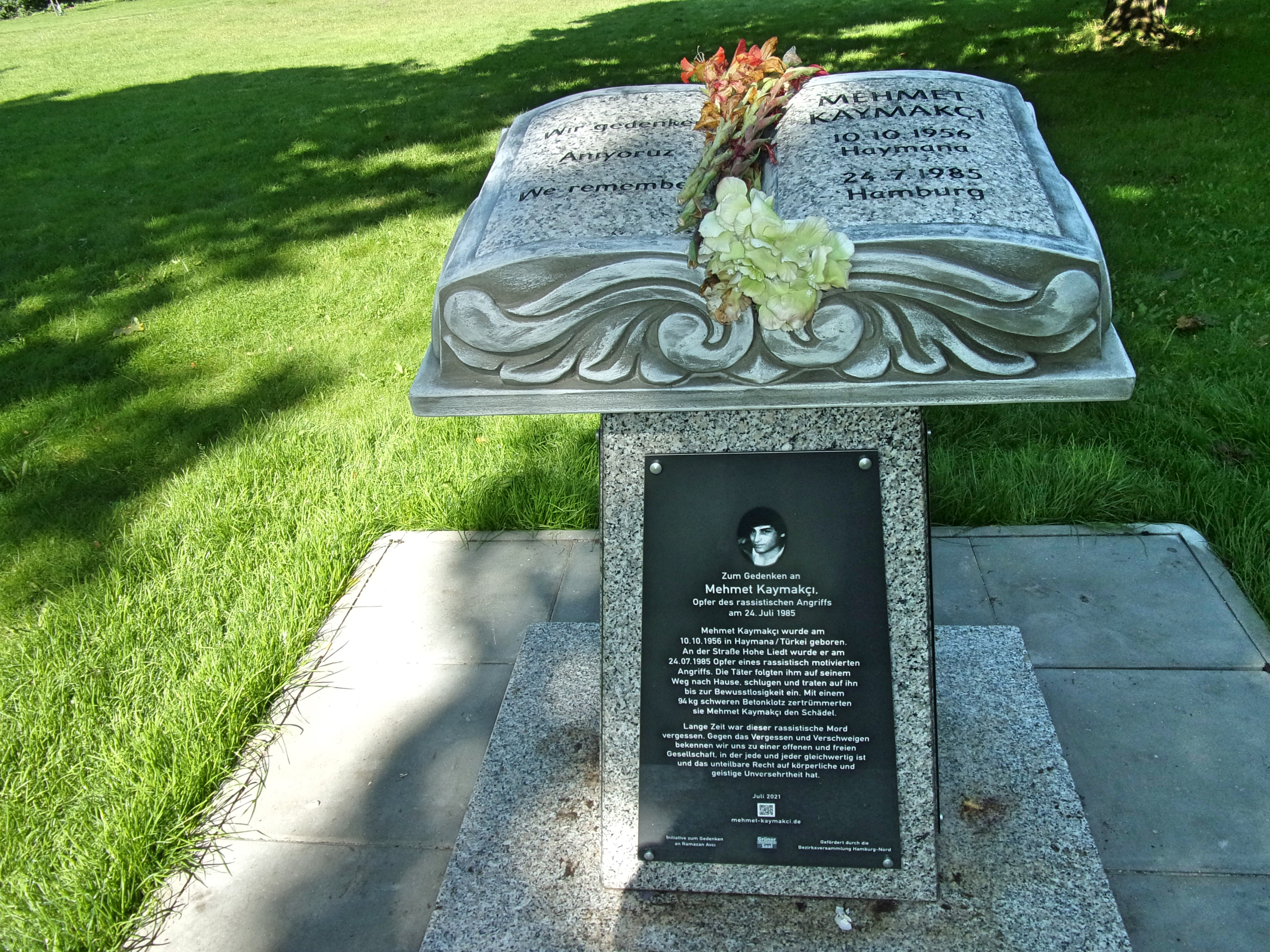
Gedenkstein im Kiwittsmoor-Park

Im 17. Januar 2019 beschloss die Bezirksversammlung Hamburg-Nord auf Initiative des damaligen grünen Fraktionsvorsitzenden und heutigen Bezirksamtsleiters Michael Werner-Boelz, an der Straße Hohe Liedt eine Gedenktafel aufstellen zu lassen. Alle Fraktionen außer der AfD erklärten gemeinsam, sie freuten sich über das Voranschreiten der Planungen für einen „würdigen Gedenkort für Mehmet Kaymakçı“. Zum 36. Todestags Kaymakçıs im Jahr 2021 stellte der Bezirk am Tatort einen Gedenkstein auf.